# Hodża Nasreddin

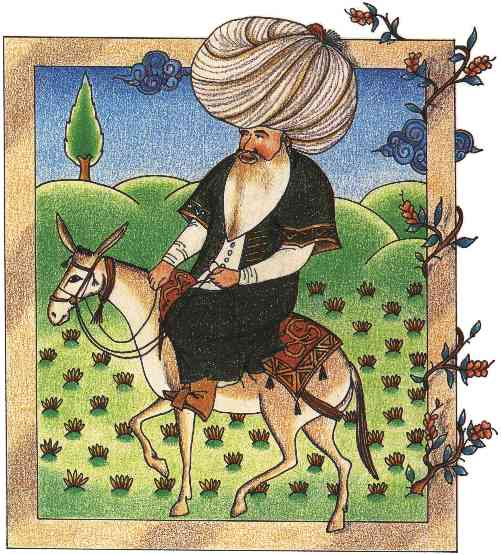
Nasreddin

Hodża Nasreddin (także: Chodża Nasreddin, Mułła Nasruddin, Effendi Nasrendin, Nasrudin) – postać legendarnego mędrca i filozofa z Anatolii, bohatera niezliczonych legend, opowiadań i facecji. Nie jest pewne, czy Hodża Nasreddin był postacią autentyczną, jednak opowieści o nim znane były na całym Bliskim Wschodzie i Bałkanach już od XIII wieku.

## Niektórzy autorzy piszący o Hodży Nasreddinie
- Zdzisław Nowak, pisarz polski.
  - Rozbójnicy: figle i zadania mądrego Hodży (1975)
  - Przykrótka kołdra: figle i zadania mądrego Hodży (1976)
  - Gdzie nie ma much: figle i zadania mądrego Hodży (1977)
  - Niezwykłe przygody Hodży Nasreddina (1979)
  - Książę łuczników: figle i zadania mądrego Hodży (1980)
  - Szabla Salima: figle i zadania mądrego Hodży (1983)
  - Zagadkowa ucieczka Hodży Nasreddina (1984)
  - Zbójecka wyprawa Hodży Nasreddina (1987)
- Leonid Sołowjow (1906 – 1962), pisarz rosyjski.
  - Mąciwoda (lub: Przygody Hodży Nasreddina) (1940)
  - Zaczarowany książę. Hodży Nasreddina przygód księga druga (1954)
- Timur Zulfikarow (ur. 1936), pisarz tadżycki, piszący po rosyjsku
  - Powrót Hodży Nasreddina
- Orhan Veli Kanik (1914 – 1950) poeta turecki
- Idries Shah (1924 – 1996) pisarz suficki
  - Wyczyny niezrównanego Hodży Nasreddina
  - Fortele niewiarygodnego Hodży Nasreddina
  - Żarty niedoścignionego Hodży Nasreddina